# Saint-Georges-des-Gardes

Saint-Georges-des-Gardes este o comună în departamentul Maine-et-Loire, Franța. În 2009 avea o populație de 1,580 de locuitori.